# Cleitamia delandi
Cleitamia delandi är en tvåvingeart som beskrevs av Malloch 1939. Cleitamia delandi ingår i släktet Cleitamia och familjen bredmunsflugor. Inga underarter finns listade i Catalogue of Life.